# Erich Wende
Erich Wende (* 14. September 1884 in Stargard, Pommern; † 29. September 1966 in Baden-Baden) war ein deutscher Jurist und Verwaltungsbeamter.

## Leben
Erich Wende wurde am 14. September 1884 als Sohn eines Gymnasiallehrers im pommerschen Stargard geboren. Nach dem Abitur nahm er ein Studium der Rechtswissenschaft an den Universitäten in Breslau und München auf, das er mit der Promotion zum Dr. jur. beendete. Er war seit 1910 als Richter tätig und wurde 1913 Justitiar des westfälischen Provinzialschulkollegiums in Münster.
Wendes Karriere begann 1917 im Preußischen Kultusministerium, wo er in den Jahren der Weimarer Republik ein enger Mitarbeiter des langjährigen Ministers Carl Heinrich Becker wurde. 1923 bis 1926 vorübergehend als erster hauptamtlicher Kurator der Universität Kiel tätig, kehrte er anschließend ins Ministerium zurück und übernahm dort die Leitung der Schulabteilung (ab 1927 als Ministerialdirigent, ab 1932 schließlich Ministerialdirektor).
1933 wurde Wende von den Nationalsozialisten unter dem Vorwurf, er sei „als verkappter Zentrumsmann tätig gewesen“, entlassen und verlor auch seinen Lehrauftrag an der Juristischen Fakultät der Berliner Universität, den er ebenfalls seit 1927 innegehabt hatte. Durch Vermittlung des neuen Staatssekretärs Wilhelm Stuckart erreichte Wende später seine „Weiterverwendung“ als Landgerichtsdirektor in Berlin, wo er bis Kriegsende unter anderem für Ehe-, Berufungs- und Beschwerdeverfahren sowie zuletzt für Patent- und Warenzeichensachen zuständig war. Er trat zwar dem NS-Rechtswahrerbund und der NS-Volkswohlfahrt, nicht aber der NSDAP bei.
Nach Kriegsende amtierte Wende kurzzeitig als Leiter der Abteilung Ausbildungswesen in der Zentralen Justizverwaltung der Sowjetischen Besatzungszone, verließ diese aber bereits 1946, um Staatssekretär im Kultusministerium des neugebildeten Landes Niedersachsen (unter den SPD-Ministern Adolf Grimme und Richard Voigt) zu werden.
Nach Gründung der Bundesrepublik wurde Wende, obwohl er bereits die Pensionsgrenze erreicht hatte, 1950 erster Leiter der Kulturabteilung (Abt. III) im Bundesinnenministerium und bekleidete diese Funktion bis 1953. In dieser Zeit war er unter anderem maßgeblich an der Gründung des Instituts für Zeitgeschichte beteiligt. Außerdem war er von 1954 bis 1961 Präsident der Deutschen Gesellschaft für Osteuropakunde.

## Ehrungen
- 1953: Großes Verdienstkreuz mit Stern der Bundesrepublik Deutschland

## Veröffentlichungen (Auswahl)
- Gegenwartsprobleme des Schulrechts. In: Recht und Staat im neuen Deutschland. Vorlesungen, gehalten in der Deutschen Vereinigung für Staatswissenschaftliche Fortbildung. Bd. 1, Hobbing, Berlin 1929, S. 390–436.
- Grundlagen des preußischen Hochschulrechts, Weidmannsche Buchhandlung, Berlin 1930.
- Die pädagogische Akademie als Hochschule, Beltz, Langensalza 1930.
- mit Theodor Pfizer und Harmen de Vos: Aufgaben der Volksbildung in unserer Zeit, Volkshochschule, Bremen 1959.
- C. H. Becker – Mensch und Politiker. Ein biographischer Beitrag zur Kulturgeschichte der Weimarer Republik, Deutsche Verlags-Anstalt, Stuttgart 1959.